# Lodja
Lodja – miasto w Demokratycznej Republice Konga, stolica prowincji Sankuru. W mieście jest lokalne lotnisko.